# Rallye Sanremo 1975

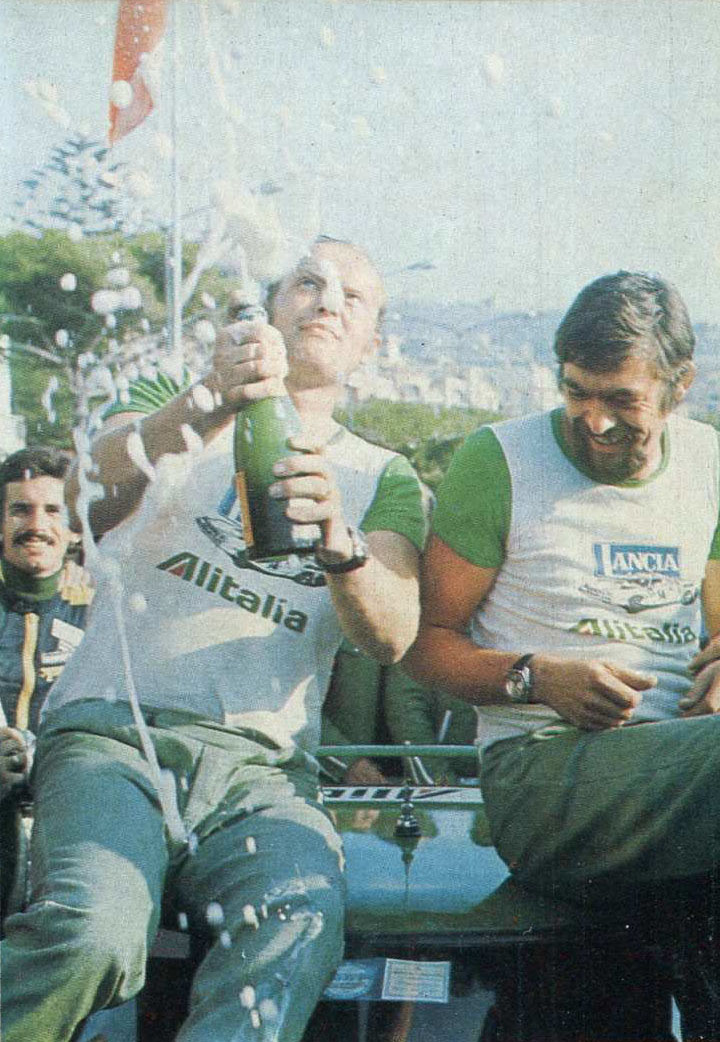
Björn Waldegård und Hans Thorszelius, die Sieger der Rallye Sanremo 1975.

Die 17. Rallye Sanremo war der 8. Lauf zur Rallye-Weltmeisterschaft 1975. Sie fand vom 1. bis zum 4. Oktober in der Region von Sanremo statt.

## Klassifikationen

### Endergebnis
| Rang | Fahrer             | Co-Pilot           | Auto                     | Zeit (Std./Min./Sek.) | Rückstand Sieger(Min./Sek.) Rückstand V (Min./Sek.) |
| ---- | ------------------ | ------------------ | ------------------------ | --------------------- | --------------------------------------------------- |
| 1    | Björn Waldegård    | Hans Thorszelius   | Lancia Stratos HF        | 10:22:52              | 0:00:0 00:00                                        |
| 2    | Maurizio Verini    | Francesco Rossetti | Fiat Abarth 124 Rallye   | 10:25:40              | 02:48                                               |
| 3    | Jean-Luc Thérier   | Michel Vial        | Alpine-Renault A110 1800 | 10:59:04              | 0:36:12 33:24                                       |
| 4    | Mauro Pregliasco   | Piero Sodano       | Lancia Beta Coupé        | 11:20:11              | 0:57:19 21:07                                       |
| 5    | Carlo Bianchi      | Marco Mannini      | Porsche 911              | 11:33:29              | 1:10:37 13:18                                       |
| 6    | Salvatore Brai     | 'Rudy'             | Opel Ascona              | 11:47:42              | 1:24:50 14:13                                       |
| 7    | Alberto Brambilla  | Giorgio Bottini    | Alfa Romeo Alfetta GT    | 12:01:28              | 1:38:36 13:46                                       |
| 8    | Georg Fischer      | Harald Gottlieb    | Opel Ascona              | 12:16.26              | 1:53:34 14:58                                       |
| 9    | Federico Ormezzano | Enrico Cartotto    | Alfa Romeo GTV2000       | 12:18.30              | 1:55:38 02:04                                       |
| 10   | Paolo Isnardi      | Simone Scimone     | Opel Ascona              | 12:27.45              | 2:04:53 09:15                                       |

Insgesamt wurden 33 von 118 gemeldeten Fahrzeuge klassiert:

### Herstellerwertung
| Pos. | Team    | Punkte |
| ---- | ------- | ------ |
| 1    | Lancia  | 75     |
| 2    | Fiat    | 58     |
| 3    | Opel    | 47     |
| 4    | Alpine  | 45     |
| 5    | Peugeot | 40     |

Die Fahrer-Weltmeisterschaft wurde erst ab 1979 ausgeschrieben.